# Rodolfo Jiménez (actor)
Rodolfo Jiménez Muñoz (Guadalajara, Jalisco, 15 de agosto de 1972) es un actor, modelo y conductor de radio y TV mexicano.

## Carrera

### Televisión
- 2013 - Corazón compartido - Fabio Gálvez.
- 2011 - Amorcito  corazón - Santiago Oliviera.
- 2008 - Al borde del deseo - Darío García.
- 2008 - Alma indomable - León Ríos.
- 2006 - La viuda de Blanco -Comandante Pablo Ríos.
- 2006 - Lotería - Ricardo.
- 2005 al 2006 - Decisiones - Javier Navas.
- 2005 - Driven - Carranza.
- 2004 al 2005 - Anita, no te rajes - Julio César Alzugaray.
- 2000 - Todo por amor - Rubén.
- 1999 - La vida en el espejo - Carlos.
- 1998 - Huracán - Ricardo.

### Cine
- 2004 - Forbrydelser.
- 2001 - Miel para Oshún - voz.
- 1998 - Yo tuve un cerdo llamado Rubiel.
- 1997 - Campeón - Rodrigo.
- 1988 - Gallego.

## Como conductor e invitado
- 2010 - Primer impacto.
- 2010 - El gordo y la flaca.
- 2009 - La Tijera.
- 2009 - Escándalo TV.
- 2008 - Don Francisco presenta: ¡Feliz 2008!.
- 2007 - My Block: Puerto Rico.
- 2006 - Noticiero Telemundo.
- 2005 - Titulares y Más.
- 2003 - Al rojo vivo con María Celeste.
- 2003 - Especial Miss Universo.
- 2001 - Fox Sports Net Auction.
- 2000 - Cotorreando.
- 1998 - Tempranito.